# Waldo (Kansas)
Waldo é uma cidade localizada no estado americano de Kansas, no Condado de Russell.

## Demografia
Segundo o censo americano de 2000, a sua população era de 48 habitantes.
Em 2006, foi estimada uma população de 45, um decréscimo de 3 (-6.3%).

## Geografia
De acordo com o United States Census Bureau tem uma área de
1,0 km², dos quais 1,0 km² cobertos por terra e 0,0 km² cobertos por água. Waldo localiza-se a aproximadamente 522 m acima do nível do mar.

## Localidades na vizinhança
O diagrama seguinte representa as localidades num raio de 28 km ao redor de Waldo.